# Theodor Holman
Theodorus Cornelis (Theodor) Holman (Amsterdam, 9 januari 1953) is een Nederlandse schrijver, columnist, scenarioschrijver en radiopresentator. Hij werkte aan het begin van zijn carrière langere tijd als journalist bij Het Parool en was daar tot 2025 als columnist werkzaam.

## Biografie
Holman werd geboren als jongste zoon van een jurist in een Indisch milieu. Zijn vader was assistent-resident. Hij studeerde aan een pedagogische academie en volgde colleges Nederlands en geschiedenis aan de UvA. Korte tijd verdiende hij zijn boterham als leraar. Hij schreef in het verleden voor Propria Cures, de Volkskrant, Nieuwe Revu en De Groene Amsterdammer. Tot 20 juni 2025 was hij als columnist bij Het Parool werkzaam, hij moest daar tegen zijn zin mee stoppen.

## Werk
Vooral het sterk persoonlijke karakter van zijn columns valt op. Hij schreef in het verleden openhartig over bijvoorbeeld de relatie met zijn dochter en zijn moeder. Ook zijn problematische relatie tot vrouwen is een terugkerend onderwerp. Tevens schrijft hij graag over zijn poezen en andere dieren.
In 1997 schreef Holman een boek tijdens de 24 uur die hij doorbracht in de etalage van de Amsterdamse vestiging van De Bijenkorf (Een winkelzoon in het glazen paleis). Behalve columns en boeken, schreef Holman filmscenario's Hoe ik mijn moeder vermoordde (1996), Interview (2003), Cool (2004) en Medea (2004) voor zijn vriend Theo van Gogh. Scenario Oorlogsrust (2006), regiedebuut Doesjka van Hoogdalem. Holman is tegenwoordig mede-eigenaar van Column Producties.
Theodor Holman ontving op 22 juni 2000 de ICODO-prijs van Artsen zonder Grenzen. In datzelfde jaar was hij ook deelnemer aan het televisieprogramma Big Brother VIPS.
Hij maakte televisieprogramma's voor de Amsterdamse omroep AT5, en werkte in de loop der jaren mee aan diverse radioprogramma's. Vanaf 12 januari 2004 presenteerde hij de KRO-talkshow Dolce Vita, aanvankelijk samen met Dieuwertje Blok en vervolgens met Hansje Bunschoten. In 2007 presenteerde hij wekelijks "Commissaris Holman" op tv-zender Het Gesprek.
Holman presenteerde van 2002 tot en met 2015 wekelijks op woensdag en vrijdag voor de omroep Human het radioprogramma OBA live totdat de Humanistische Omroep in december 2015 met het programma stopte. Sinds 26 januari 2016 is het programma maandelijks online via de website van de OBA te horen.
Eind 2016 presenteerde Holman Nazomergasten, een serie interviews voor de website Geenstijl, die via de site integraal werden gestreamd. Het concept was min of meer gebaseerd op VPRO's Zomergasten, waarbij de geïnterviewde een aantal geselecteerde filmpjes laat zien die de thema's vormen voor het gesprek.
Holman was lid van het Republikeins Genootschap en bepleit en verdedigt het republicanisme.

## Controversieel
Daarnaast veroorzaakte hij controverse door zijn cynisme. Over de zinsnede "Nog steeds vind ik iedere christenhond een misdadiger" ontstond in de jaren negentig een relletje. Holman werd door het Openbaar Ministerie vervolgd ter zake van godslastering, maar werd vrijgesproken omdat opzet tot beledigen niet bewezen werd geacht.
Holman heeft verklaard zich verwant te voelen met massamoordenaar Anders Breivik. Over Breivik schreef hij het toneelstuk "Breivik ontmoet Wilders", waarover hij verklaarde dat hij zelf "dichter bij Breivik" dan bij Wilders staat.

## Moord op Theo van Gogh
In het televisieprogramma Barend & Van Dorp over de Moord op Theo van Gogh, beweerde Holman dat hij bij het opgebaarde lijk van Van Gogh had gevoeld dat diens been was geamputeerd. Dit zou volgens hem door de politie zijn gedaan omdat er nog kogels van de moordaanslag in zaten die onderzocht moesten worden. Enige dagen later bleek dit verzonnen te zijn.
Na de moord op zijn vriend Van Gogh in 2004 beschreef hij in zijn columns, die later werden samengevoegd in het boek Theo is dood (2006), zijn ongeloof en verdriet. Op 27 juni 2011 richtte hij in een column in Het Parool het woord tot filmproducent San Fu Maltha, die in een interview in Volkskrant Magazine gezegd had dat Pim Fortuyn en Theo van Gogh het aan zichzelf te wijten hadden gehad dat zij vermoord waren. Holman sloot af met de woorden: "Het is oorlog tussen ons!"

## Prijzen

### Theodor Award
Sinds 2009 bestaat de Theodor Award, een jaarlijks terugkerende prijs van de radiotalkshow OBA live (HUMAN), vernoemd naar Theodor Holman zelf en bedoeld voor mensen die origineel en vernieuwend zijn en morele moed betonen. Luisteraars en kijkers kunnen mensen nomineren, onder meer via Twitter en Facebook. De prijs bestaat uit een interview, een zilveren bokaal, champagne en een laudatio.
- 2018: Martin Sommer
- 2017: Michel Krielaars (schrijver)[11]
- 2016: Jona Lendering[12]
- 2015: Sebastien Valkenberg (filosoof en publicist)[13]
- 2014: Michiel Lieuwma en Kasper Jansen, makers van de online videoserie 'De Snijtafel'[14]
- 2013: Angela Maas (hoogleraar cardiologie voor vrouwen)[15]
- 2012: Judit Neurink (Midden-Oosten correspondente)[16]
- 2011: Maartje Duin en Katinka Baehr voor hun Stratofoon[17]
- 2010: regisseur Mijke de Jong en actrice Samira Maas voor de film Joy.[18]
- 2009: Jelle Brandt Corstius voor zijn serie Van Moskou tot Magadan.[19]

### Andere prijzen
In 2018 kreeg Holman de Pim Fortuynprijs toegekend nadat Özcan Akyol de nominatie weigerde na kritiek hierop te hebben ontvangen.